# Løjt Kirkeby
Løjt Kirkeby – miasto w Danii, w regionie Dania Południowa, w gminie Aabenraa.